# ナンバースクール (旧制高等学校)

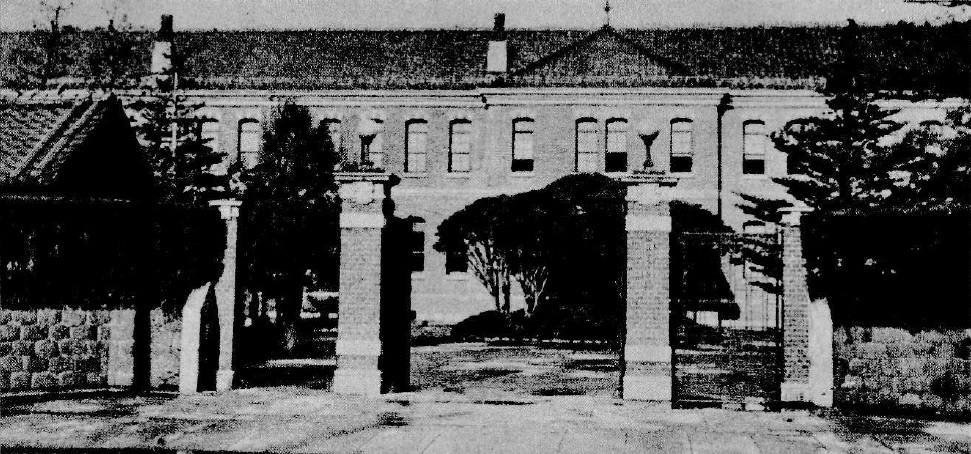
第四高等学校

ナンバースクールとは、1948年（昭和23年）まで日本に存在した高等教育機関の一つである旧制高等学校の中で、数字を冠した学校群のことである。

## 概要
旧制高等学校は最終的には全国に39あったが、明治期に創設された旧制一高から旧制八高までは、政官界に卒業生を早く送り込んで後発の学校よりも優位に立ったため、他と区別するため、特別に「ナンバースクール」と呼ばれた。なお、後発の官立旧制高等学校はナンバーを校名にふることを止めて自治体名を用いたことからナンバースクールと区別する意味で「ネームスクール」と呼ばれた。ただし、ナンバースクール、ネームスクールのいずれも、公文書や書籍・資料類等で使用実績があっても法律上で規定された定義名称ではなく、あくまで慣習的な愛称として用いられたもの。
また、この存在により、旧制中等学校やその後の新制高等学校を取り巻く環境・文化にも影響を与えた。ナンバースクールが新制大学に取り込まれて以降も、ナンバースクールを前身とする大学を他の国立大学より格上と見なす風潮が長く残った。
| 略称 | 旧制高校           | 開設年月              | 所在地 （現行の都市） | 後身新制大学 |
| ---- | ------------------ | --------------------- | --------------------- | ------------ |
| 一高 | 第一高等学校       | 1886年（明治19年）4月 | 東京都区部            | 東京大学     |
| 二高 | 第二高等学校       | 1887年（明治20年）4月 | 仙台市                | 東北大学     |
| 三高 | 第三高等学校       | 1886年（明治19年）4月 | 京都市                | 京都大学     |
| 四高 | 第四高等学校       | 1887年（明治20年）4月 | 金沢市                | 金沢大学     |
| 五高 | 第五高等学校       | 1887年（明治20年）5月 | 熊本市                | 熊本大学     |
| 六高 | 第六高等学校       | 1900年（明治33年）3月 | 岡山市                | 岡山大学     |
| 七高 | 第七高等学校造士館 | 1901年（明治34年）4月 | 鹿児島市              | 鹿児島大学   |
| 八高 | 第八高等学校       | 1908年（明治41年）3月 | 名古屋市              | 名古屋大学   |

第九高等学校は新潟県と長野県の間で激しい誘致合戦が繰り広げられ、互いをののしり合うほどになったため、設立されることはなかった。

## 山口高等中学校
第一高等中学校（東京）、第三高等中学校（大阪のちに京都）に継ぐ全国3番目の高等中学校として明治19年（1886年）11月に官立山口高等中学校が設置された。中学校令による五学区のうち山口県は京都府と同じ第3学区に属していたが、藩校山口明倫館を母体とした県立山口中学校の資材を提供し、年間1万9千円運営費を地元有志の寄付で負担することを条件に文部省より特例的に認可されたものである。「山口県民のための高等機関でありたい」という想いより数字を冠さず山口の名を残したが、県外出身者が殺到し県内出身者の入学が2割に落ち込み設立趣旨に合わなくなったことや地元寄付に依存した運営が厳しくなったことから等9万5千円の寄付とともに国庫移管が行われ明治38年（1905年）に廃校となり高等商業学校に改組された。

## 鹿児島高等中学造士館
藩校造士館は明治3年（1870年）に廃校となったが、明治17年（1884年）島津忠義が県庁に委託した基金4万4621円と年々9400円ずつの定額寄金により鹿児島県立中学造士館が開設され、忠義の請願により明治21年（1888年）1月文部省管轄の官立鹿児島高等中学造士館となった。この時、島津家が「造士館」の称を留めることを強く希望したため数字を冠さなかった。島津忠義らの寄付資が生み出す利息などによって運営されたが、中学校卒業生が不足し定員割れが慢性化していたほか、「官立」と冠していながら国庫による支出が皆無で授業料が高く貧困による退学者が多かった。明治29年（1896年）9月「都合により」廃校となった（「鹿児島学校と三州義塾 史料と政治的背景についての考察」（芳即正）には「当然運営経費の増加が見込まれ、島津家ではその負担に堪え得ないとして、明治29年度で高等中学造士館は廃止することになった」とある）。明治29年（1896年）12月鹿児島県立尋常中学造士館が設立され、明治32年（1899年）4月中学造士館へと改称されたが、島津忠重が16万円の寄付と共に文部省へ誘致した結果1901年（明治34年）10月25日官立第七高等学校造士館に改組された。